# Azara salicifolia
Azara salicifolia là một loài thực vật có hoa trong họ Liễu. Loài này được Griseb. mô tả khoa học đầu tiên năm 1879.